# Мюнхенский транспортный и тарифный союз

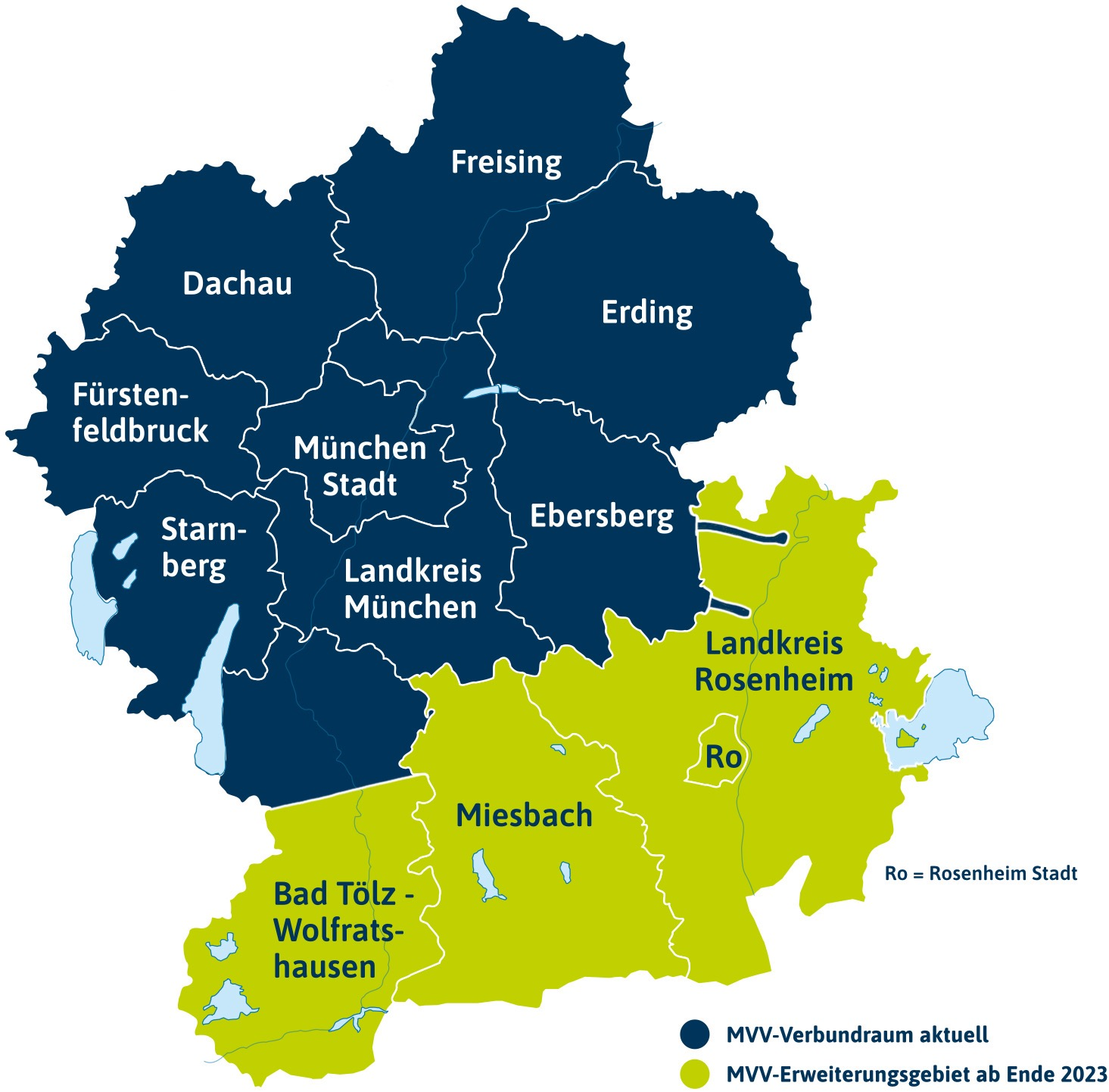
MVV 2015 vs 2024

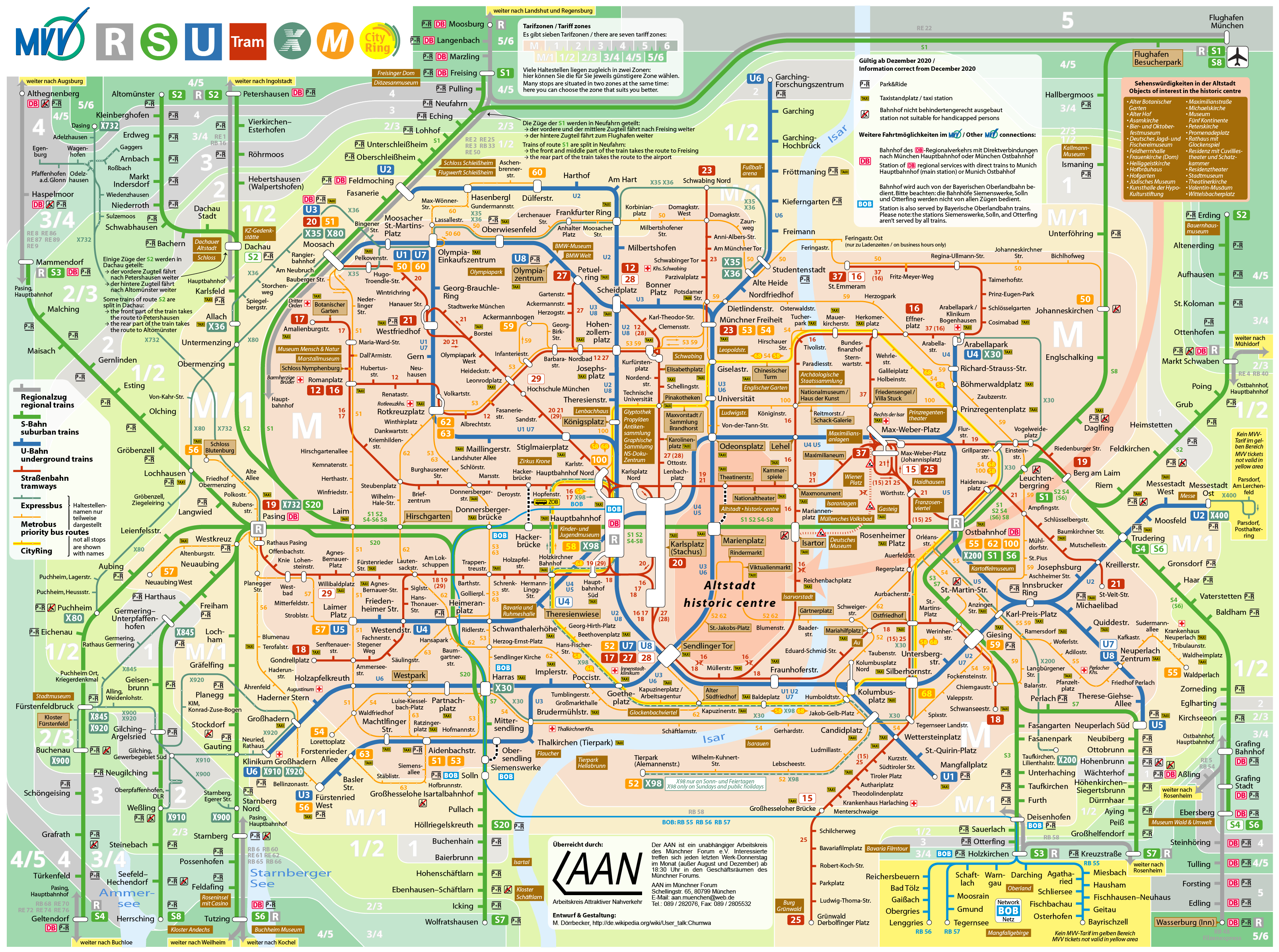
Карта скоростного общественного транспорта в Мюнхенском регионе

Мюнхенский транспортный и тарифный союз (нем. Münchner Verkehrs- und Tarifverbund (MVV) организует и поддерживает работу общественного транспорта в мюнхенском регионе, обеспечивая координацию между всеми фирмами и организациями, предоставляющими услуги общественного транспорта.

## Транспортные предприятия
В Мюнхенский транспортный и тарифный союз входят следующие транспортные предприятия:
- DB Regio Bayern: (S-Bahn Мюнхен, региональные поезда)
- Мюнхенское транспортное общество (MVG): (трамвай, автобус, метро)
- Bayerische Oberlandbahn (BOB): (Пригородные поезда в сторону Хольцкирхена)
- Regionalverkehr Oberbayern (RVO): (пригородные автобусы)
- Региональные транспортные предприятия из окружающих районов (пригородные автобусы).

## Статистика
В 2010 году услугами MVV воспользовалось 633 миллиона пассажиров. По статистике, предоставленой мюнхенским обербургомистром Кристианом Уде, каждый житель региона, обслуживаемого MVV, совершает 226 поездок на общественном транспорте в год.

## Виды общественного транспорта

### Трамвай

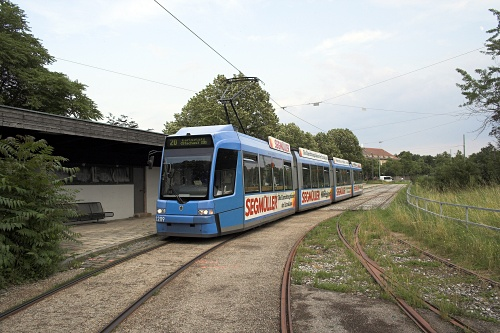
Трамвай типа R 3.3

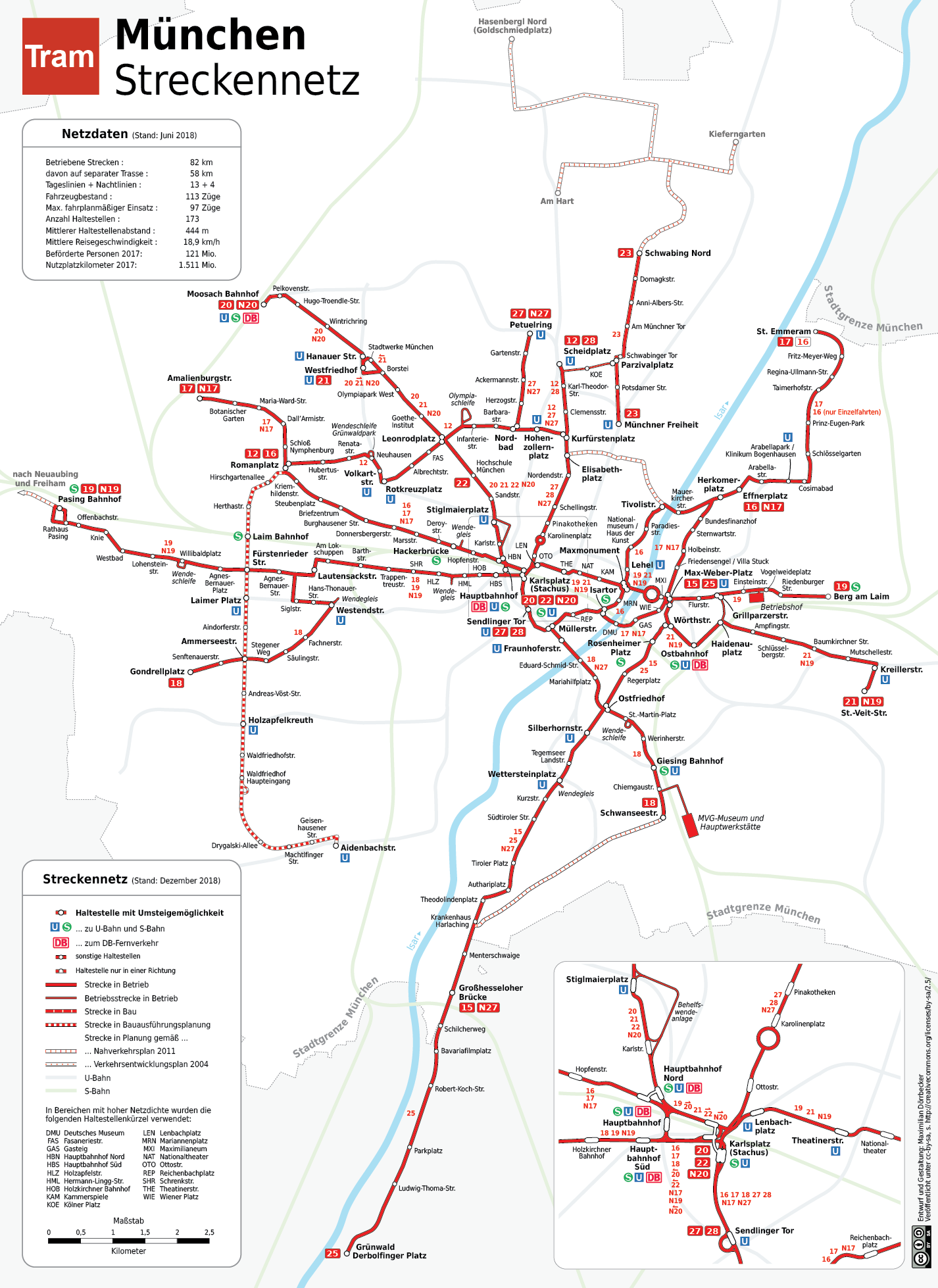
Схема линий

Мюнхенский трамвай (нем. Straßenbahn München) обслуживается фирмой MVG и состоит из 11 дневных и 4 ночных линий, общей длиной 79 км, с 164 остановками. Используются 95 поездов типов P 3.16, R 2.2, R 3.3 и S 1.4. Среднее расстояние между остановками 479 метров и средняя скорость в сети 20 км/ч.
Линия 25 является единственной линией, покидающей территорию Мюнхена. Она заканчивается в Грюнвальде.
См. также: Мюнхенский трамвай

### Автобус

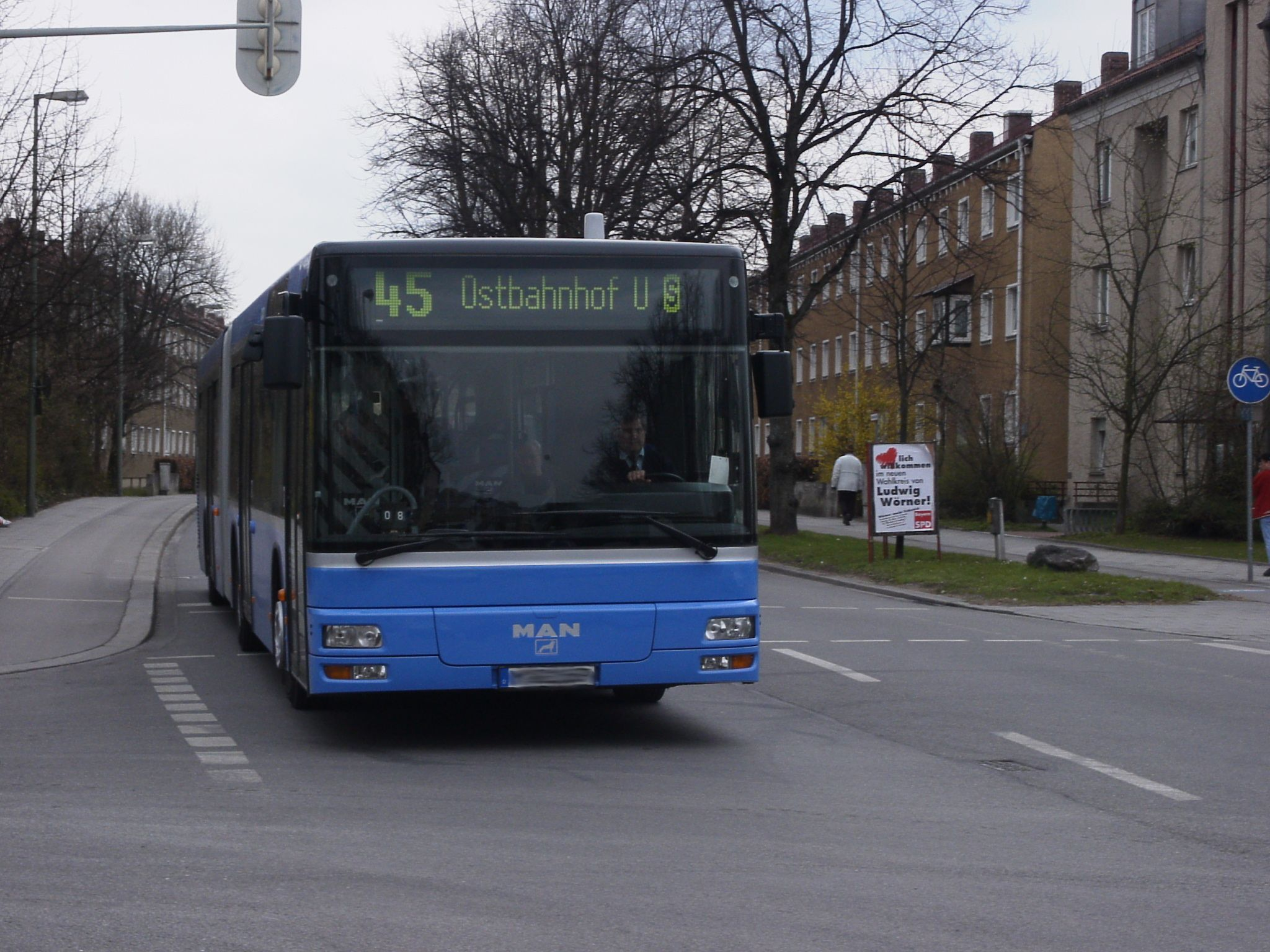
Мюнхенский автобус

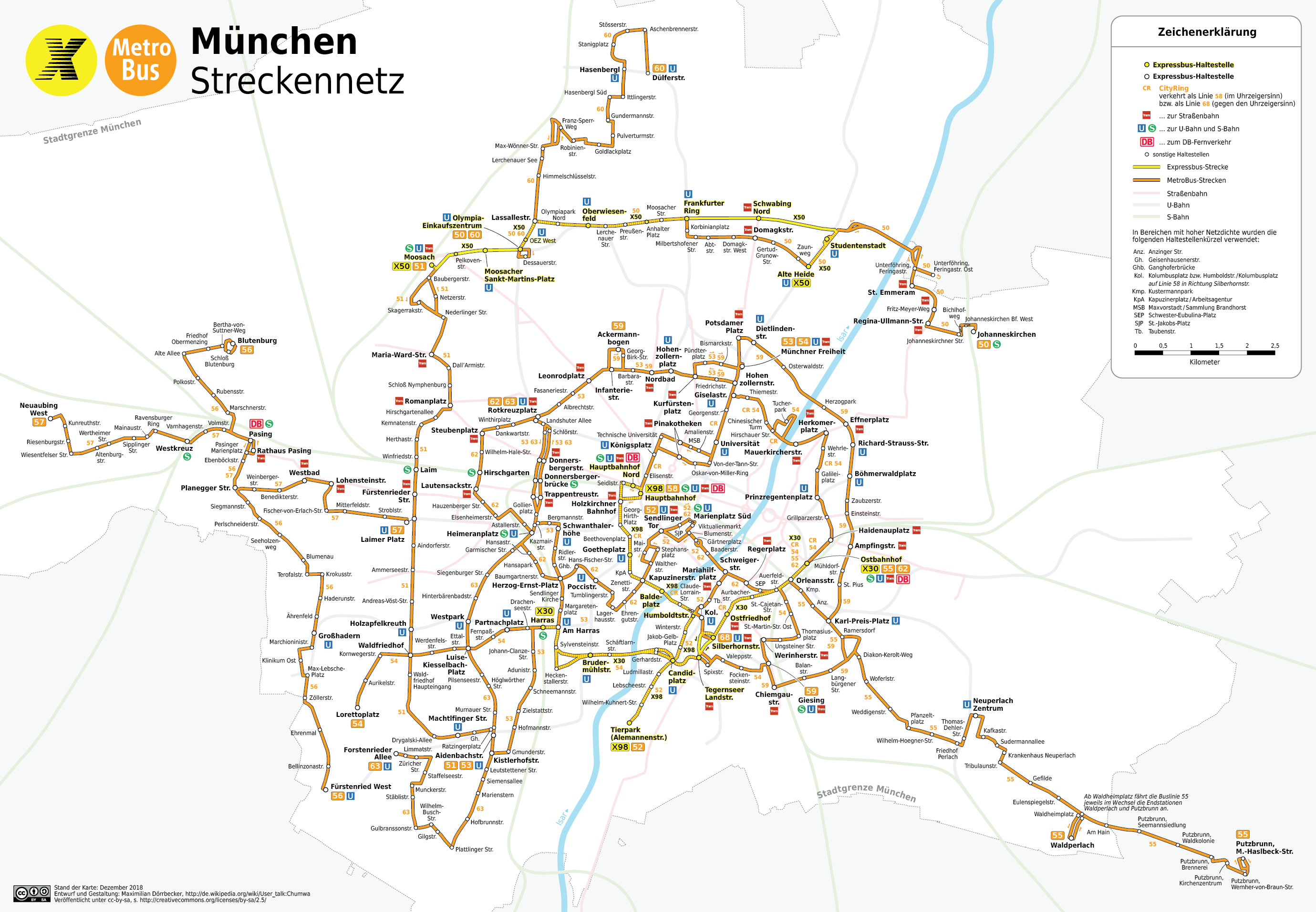
Схема линий

Мюнхенская автобусная сеть (нем. Bussystem München) обслуживается фирмой MVG и частично частными фирмами, партнерами MVG.
Сеть состоит из 66 дневных и 9 ночных маршрутов, общей длиной 457 км с 916 остановками и автовокзалами. Для их обслуживания используются 3 маленьких, 182 нормальных и 246 сочлененных автобуса, в общей сложности 431 машин. 23 км маршрутов имеют собственную колею для автобусов. Среднее расстояние между остановками 499 метров и средняя скорость в сети 18,6 км/ч.
Загородная сеть имеет длину 4138 км и обслуживается 457 автобусами, принадлежащим RVO и другим региональным транспортным предприятиям.
См. также: Мюнхенский автобус

### Метро

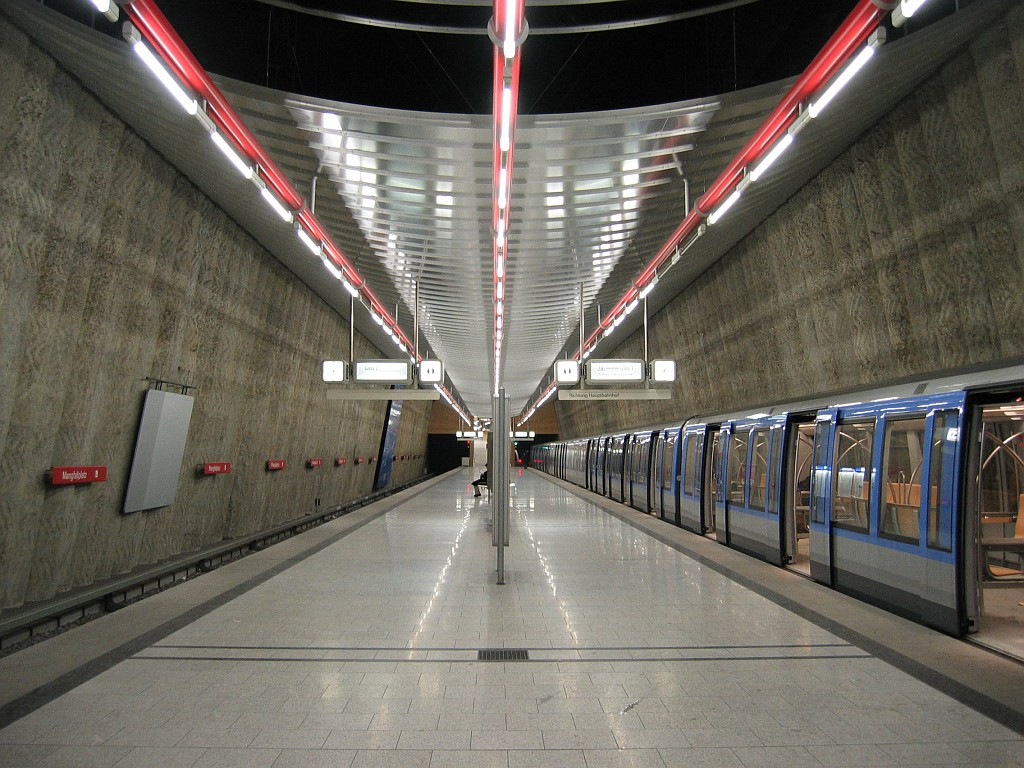
Станция «Мангфалльплац» Мюнхенского метрополитена

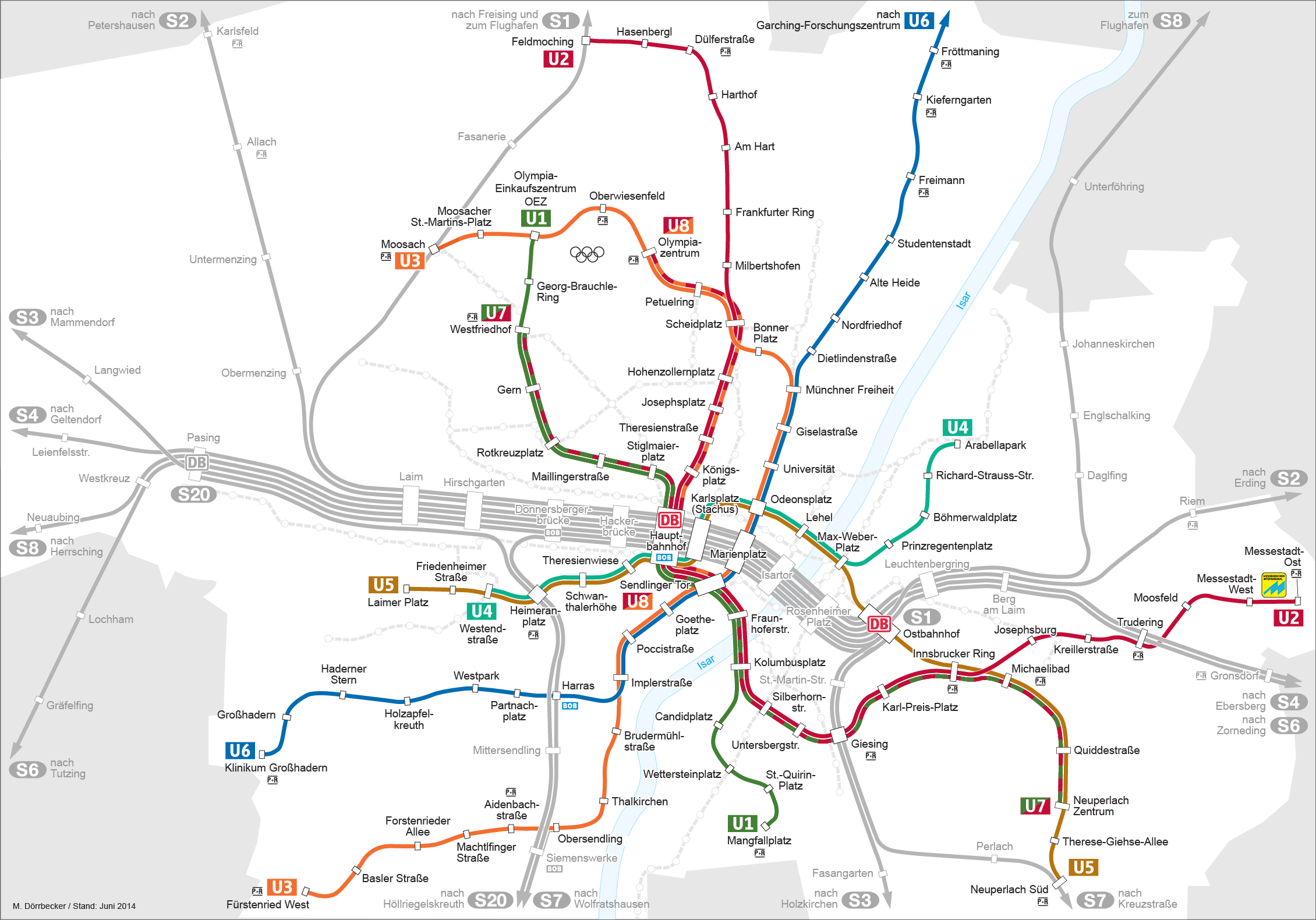
Схема линий

Мюнхенский метрополитен (нем. U-Bahn München) обслуживается фирмой MVG. Общая длина сети составляет 103,1 км. Мюнхенское метро насчитывает 6 линий. На линиях расположены 100 станций. Для обслуживания используются 576 поезда типов A, B и C. Ускорение и торможение поездов происходит под управлением компьютера, расписание соблюдается в 98 % случаев (по данным MVG).
Линия U6 является единственной линией, покидающей Мюнхен. Она заканчивается в Гархинге.
См. также: Мюнхенское метро

### S-Bahn

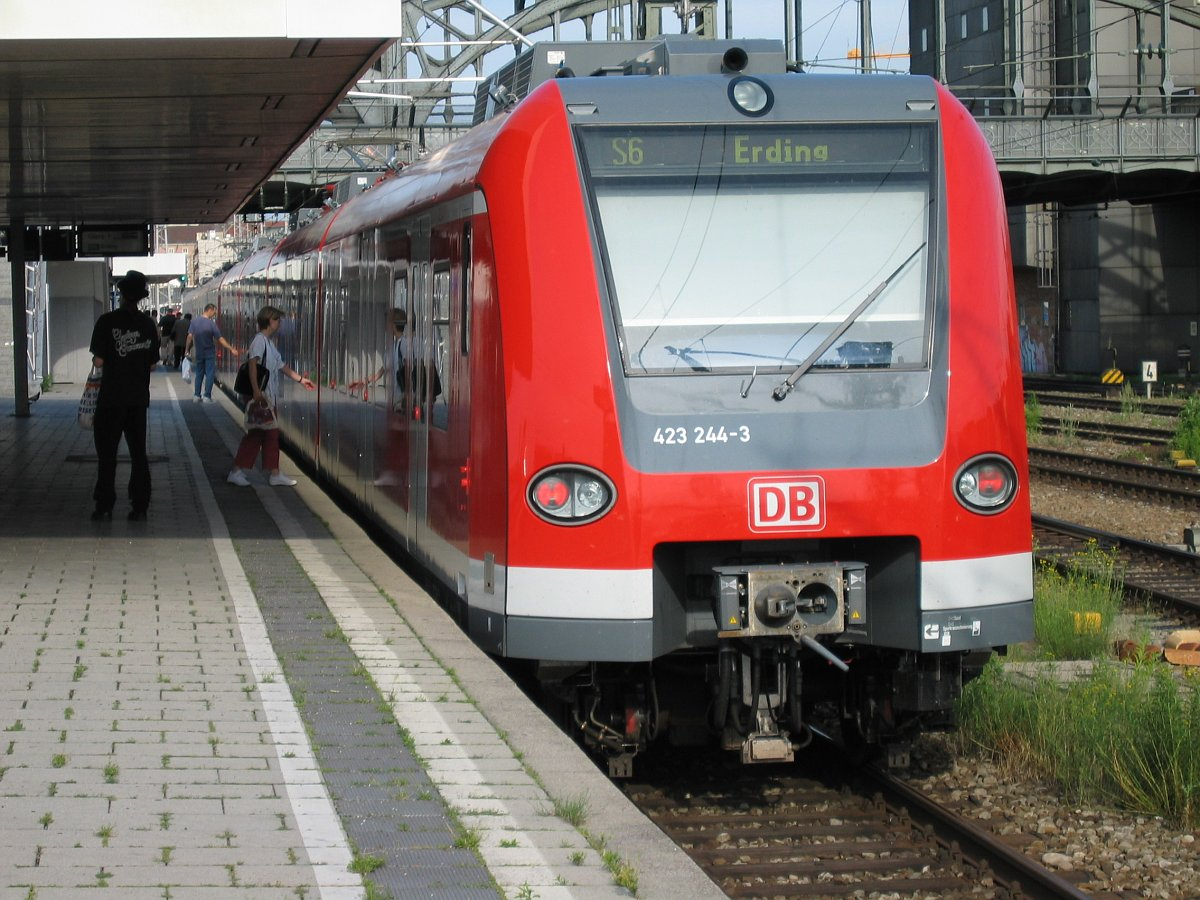
Мюнхенский S-Bahn

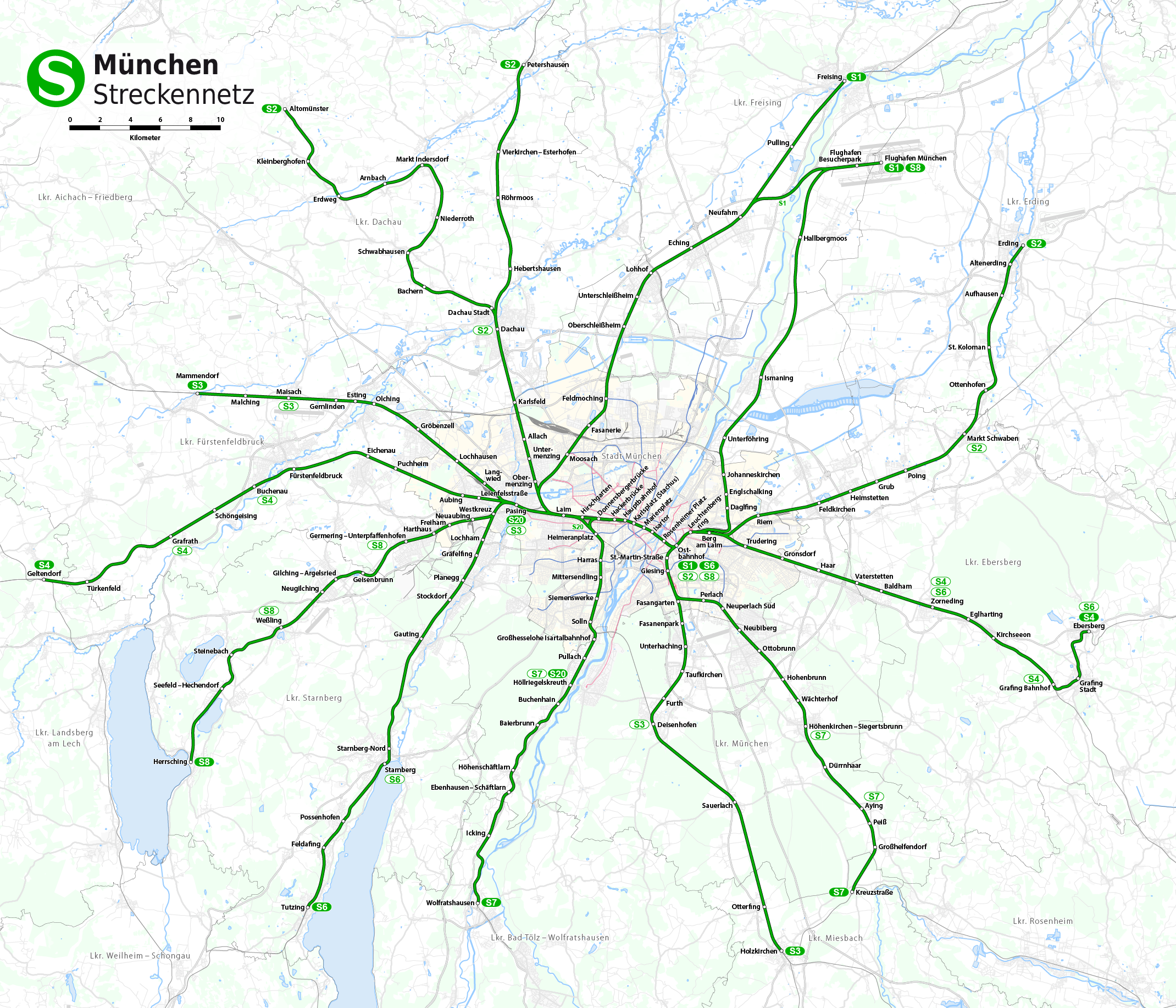
Схема линий

Сеть мюнхенской городской электрички (нем. S-Bahn München) имеет длину 442 километра и выходит далеко за пределы Мюнхена. На 10 линиях городской электрички используются 238 поездов типа ET 423 и 6 поездов типа VT 628. Количество станций составляет 148, из них 8 станций находятся под землёй. В рабочий день мюнхенский S-Bahn перевозит около 800 000 пассажиров.
См. также: S-Bahn Мюнхен